# 「これだけは、村上さんに言っておこう」と世間の人々が村上春樹にとりあえずぶっつける330の質問に果たして村上さんはちゃんと答えられるのか?
『「これだけは、村上さんに言っておこう」と世間の人々が村上春樹にとりあえずぶっつける330の質問に果たして村上さんはちゃんと答えられるのか?』（これだけはむらかみさんにいっておこうとせけんのひとびとがむらかみはるきにとりあえずぶっつけるさんびゃくさんじゅうのしつもんにはたしてむらかみさんはちゃんとこたえられるのか）は、「村上朝日堂ホームページ」をまとめた書籍。および海外の読者との質疑応答。

## 概要
2006年3月30日、朝日新聞社から刊行された。村上春樹が文を、安西水丸が絵を担当。装丁は坂川事務所（坂川栄治）。
2000年8月に刊行された『「そうだ、村上さんに聞いてみよう」と世間の人々が村上春樹にとりあえずぶっつける282の大疑問に果たして村上さんはちゃんと答えられるのか?』の続編である。1996年6月4日から1999年11月19日まで更新されていた「村上朝日堂ホームページ」からの抜粋である。内容は『CD-ROM版村上朝日堂 夢のサーフシティー』および『CD-ROM版村上朝日堂 スメルジャコフ対織田信長家臣団』と重複する。ただしここに掲載された台湾と韓国の読者との質疑応答は、本書でしか読むことはできない。

## 内容
- 質問1～275 （1996年12月1日～1999年11月18日）
- 台湾の読者からの質問1～25 （質問の翻訳者は黄心寧、返答の翻訳者は頼明珠）
- 韓国の読者からの質問1～30
- 安西水丸の4コマ漫画